# Dimitrije Tucović
Dimitrije « Mit » Tucović (en serbe cyrillique : Димитрије Туцовић ; né le 13 mai 1881 à Gostilje - mort le 20 novembre 1914 près de la rivière Kolubara) était un théoricien et un chef de file du mouvement socialiste dans le royaume de Serbie. Il a fondé le Parti social-démocrate serbe.
Au sein du royaume de Serbie, Tucović s'est battu pour les droits de la classe ouvrière, pour les droits de l'homme et l'égalité entre les sexes, pour le suffrage universel et la justice sociale. Il est aujourd'hui considéré comme l'un des plus grands journalistes politiques serbes du XXe siècle. Son opuscule intitulé Serbie et Albanie : une contribution à la critique de la politique impérialiste de la bourgeoisie serbe est souvent considéré comme son ouvrage le plus important, ; il constitue l'une des premières études sur le peuple albanais « prenant en compte les aspirations nationalistes dans le mouvement de l'histoire ».

## Biographie

### Užice

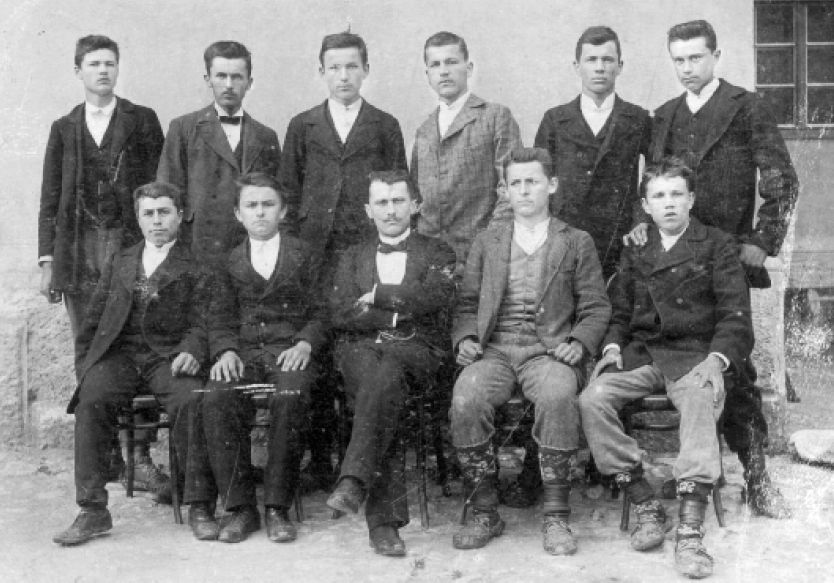
Étudiants du groupe Napredak (Tucović est le 3e à gauche, rang du haut)

Dimitrije Tucović est né le 13 mai 1881 à Gostilje, près de Čajetina, dans les monts Zlatibor ; son père était un prêtre orthodoxe.
En 1893-1894, il suivit les cours de la Realka d'Užice (Užička realka), un lycée qui constitua un centre du mouvement socialiste ; on y lisait les livres interdits de Vaso Pelagić, Svetozar Marković, Mita Cenić ou Dragiša Stanojević, ainsi que des journaux sociaux-démocrates clandestins. Au lycée existait un groupe d'étudiants appelé Napredak (« Progrès »), fondé par Dragiša Lapčević en 1883 ; Dimitrije Tucović en devint membre et il y s'y lia d'amitié avec Radovan Dragović, grâce à qui il put lire les premières ouvrages socialistes. Toujours au lycée, il put découvrir les théoriciens socialistes allemands et put parcourir la revue Die Neue Zeit, qui jouissait d'une grande réputation dans le mouvement ouvrier international.
Après le départ de Dragović, Tucović devint la personnalité centrale du groupe Napredak, qui fonctionna jusqu'à son interdiction par le président du gouvernement Vladan Đorđević en 1897. L'année suivante, en 1898, la Realka d'Užice fut fermée. En signe de protestation, Tucović et d'autres étudiants hissèrent un grand drapeau noir et des banderoles sur le toit de l'établissement.

### Belgrade

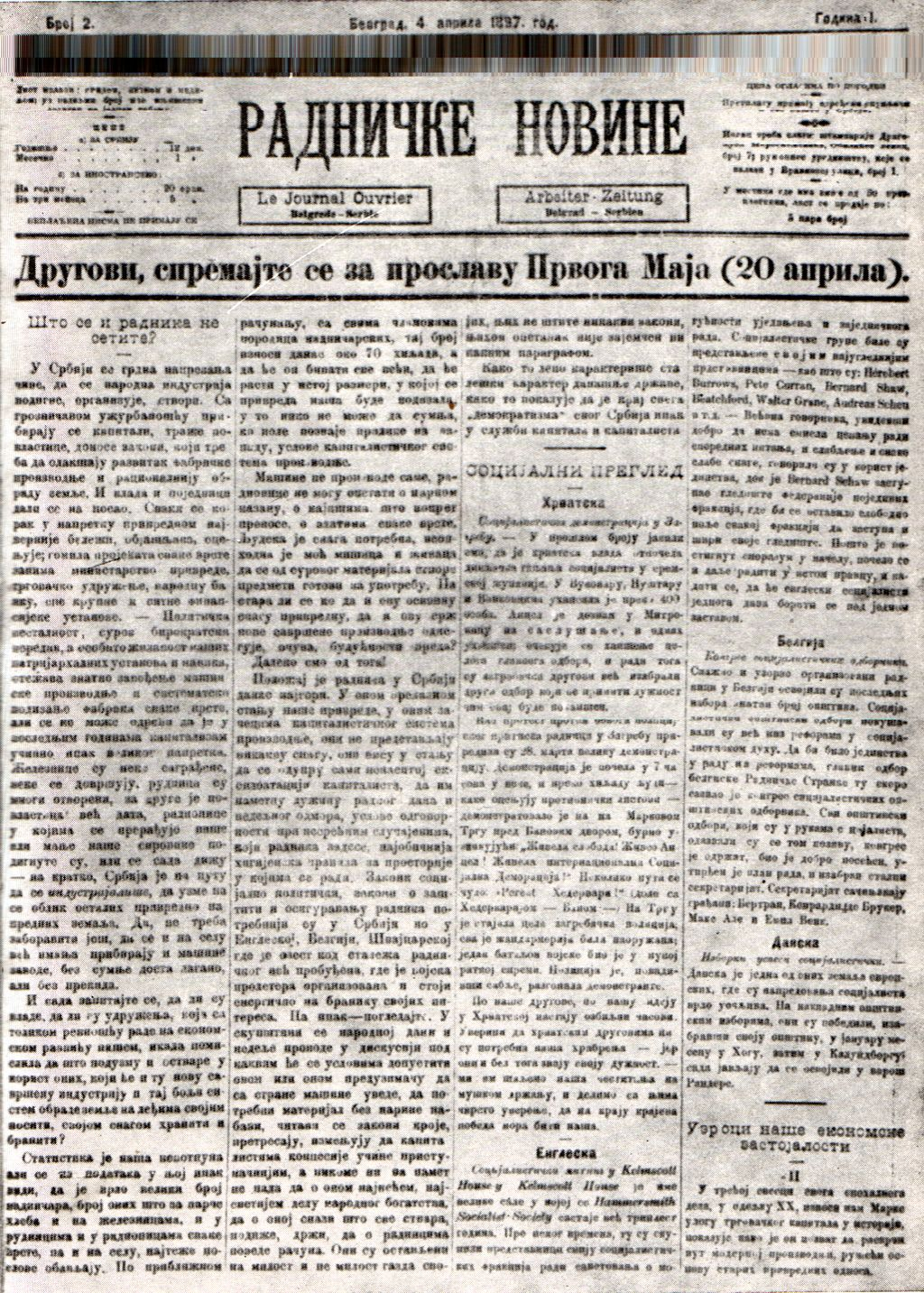
Radničke novine, 1897

En 1899, Dimitrije Tucović quitta Užice pour terminer ses études secondaires à Belgrade. Dans la capitale, il travailla activement à l'organisation du mouvement des jeunes travailleurs dans le royaume de Serbie. En 1901, il commença à collaborer au journal Radničke novine ; la même année fut fondée l'Association des travailleurs de Belgrade (Beogradsko radničko društvo) et Tucović constitua un groupe d'étudiants socialistes. En 1902, les étudiants organisèrent une manifestation contre la politique du premier ministre Nikola Pašić.
Tucović œuvra à la création d'un syndicat moderne qui puisse lutter pour les droits des travailleurs et pour de meilleures conditions de travail. Tucović et son ami Dragović remirent en vigueur l'ancien Comité de direction du mouvement (Odbor za vođstvo pokreta) et créèrent le Comité central (Centralni odbor), deux organes qui eurent comme mission de coordonner les grèves ouvrières. Le 23 mars 1903, à Belgrade, Dimitrije Tucović dirigea les manifestations organisées contre le roi Alexandre Ier Obrenović et, menacé de prison, il dut se réfugier à Zemun puis à Vienne.

### Engagement partisan
Le coup d'État de mai 1903 renversa la dynastie des Obrenović et, en juin, la dynastie des Karađorđević revint au pouvoir en la personne du roi Pierre Ier. Dimitrije Tucović rentra en Serbie et, dans l'effervescence politique de cette année-là, le congrès fondateur du Parti social-démocrate serbe (Srpska socijaldemokratska partija ; en abrégé : SSDP) se tint à Belgrade le 2 août 1903. Les Radničke novine, dont Tucović avait été le collaborateur, devint l'organe de presse du parti. Sur le plan international, le SSDP devint membre de la Deuxième internationale, où Tucović eut l'occasion de travailler avec Rosa Luxemburg, Lénine et d'autres socialistes.
En 1906, Tucović sortit diplômé de la faculté de droit de l'université de Belgrade et, en 1907, il se rendit à Berlin pour y suivre des cours de spécialisation. Il rentra dans son pays en 1908, à la suite d'une crise interne à son mouvement politique ; la même année, lors de son VIe congrès, le SDSS fit de lui son secrétaire général. Tucović contribua alors à la réunion dans un mouvement socialiste unique du parti et du syndicat qui, jusqu'alors constituaient des instances séparées. Grâce à Tucović, le parti gagna en notoriété au sein du mouvement ouvrier international ; le secrétaire général organisa la Première conférence socialiste des Balkans, qui se tint à Belgrade du 7 au 9 juin 1910 ; ce congrès réunit des délégués de la Serbie, de la Bulgarie, de la Roumanie, de l'Empire ottoman, du Monténégro, de la Macédoine et des régions slovènes de l'empire d'Autriche-Hongrie : tous se donnèrent comme objectif l'abolition des frontières tracées par la violence et la création d'une Fédération balkanique. La même année, Tucović fonda le journal marxiste Borba et en devint le rédacteur en chef. En tant que président du SDSS, il participa à de nombreuses réunions internationales. Lors du Congrès socialiste international de Copenhague, qui eut lieu le 17 août 1910, il critiqua vivement les représentants des pays occidentaux à cause de leur position vis-à-vis de l'annexion de la Bosnie-Herzégovine par l'Autriche-Hongrie ; lors d'un débat avec le président du Parti social-démocrate autrichien Karl Renner, il déclara que la politique de l'Autriche-Hongrie vis-à-vis de la Bosnie-Herzégovine relevait du colonialisme et de l'esclavagisme.

### Guerres et mort

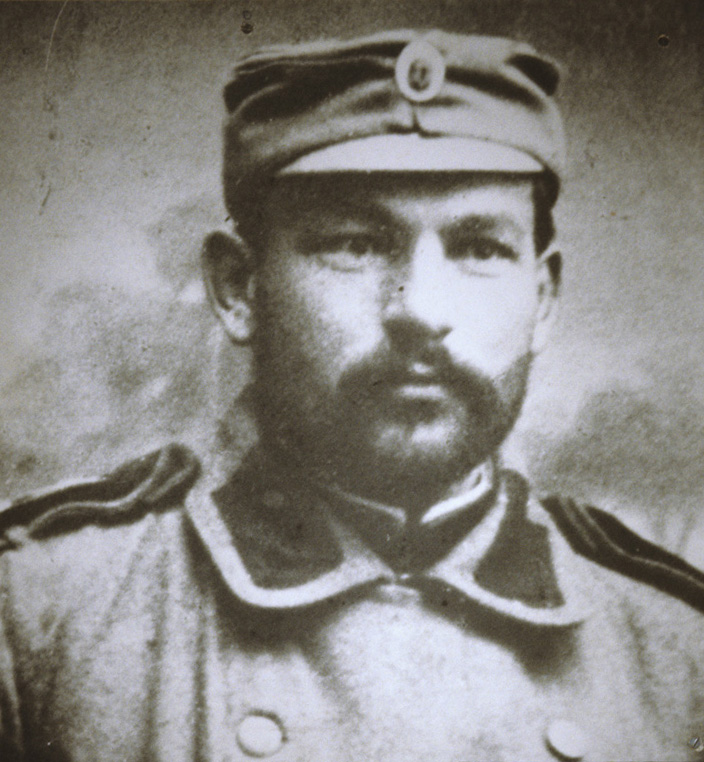
Le capitaine Dimitrije Tucović, 1914

Dimitrije Tucović fut mobilisé en 1912 pour participer en tant que soldat aux guerres balkaniques. Il fut alors témoin des massacres perpétrés contre les populations albanaises et alerta l'opinion publique en affirmant qu'« une tentative d'assassinat était entreprise contre une nation tout entière » et qu'il s'agissait d'un « acte criminel » qui « devait être puni ».
Après son retour à la vie civile en 1913, Tucović reprit un rôle actif dans le mouvement ouvrier. En 1914, il devint membre du Bureau socialiste international, au sein de la Deuxième internationale. Juste avant la Première Guerre mondiale, il se rendit à Berlin pour y soutenir son doctorat en droit mais l'Autriche-Hongrie déclara la guerre au royaume de Serbie et Tucović rentra dans son pays et réintégra l'armée. Capitaine de réserve de deuxième classe, Dimitrije Tucović fut tué le 20 novembre 1914 lors de la bataille de la Kolubara sur la colline de Vrače, près de Lazarevac. À l'annonce de sa mort, de nombreux intellectuels européens lui rendirent hommage, parmi lesquels on figuraient Karl Kautsky, Léon Trotski, Hermann Wendel et Jean Longuet.

## Ouvrages
Tucović a publié environ 600 articles dans des journaux nationaux et internationaux, ainsi que des articles de revues, des livres et des traductions. Parmi ses écrits principaux, on peut citer :
- Borba državnog i revolucionarnog socijalizma u Francuskoj (La Lutte du socialisme d'État et du socialisme révolutionnaire en France), 1902
- Sindikalne organizacije (Organisations syndicales), 1904
- Sindikati i partija (Syndicats et parti), 1904
- Zakonsko osiguranje radnika (1907)
- Austro-Ugarska na Balkanu (L'Autriche-Hongrie dans les Balkans), 1908
- Zakon o radnjama i socijalna demokratija (Droit des ouvriers et démocratie sociale), 1908
- Radnički pokret u Srbiji (Le Mouvement ouvrier en Serbie), 1909
- Za socijalnu politiku (Pour une politique sociale), 1909
- Balkanska konferencija (La Conférence des Balkans), 1910
- Prva balkanska socijaldemokratska konferencija (La Première conférence sociale-démocrate des Balkans), 1910
- Albansko pitanje (La Question albanaise), 1910
- Rat i mir (Guerre et Paix), 1910
- Oslobođenje žene (La Libération de la femme), 1910
- Taktika i akcija (Tactique et action), 1910
- Buržoaska i proleterska Srbija (Serbie bourgeoise et prolétaire), 1911
- Marks i Sloveni (Marx et les Slaves), 1911
- Srbija i Arbanija (Serbie et Albanie), 1914

Tucović a collaboré avec des journaux et magazines étrangers comme Vorwärts, Arbeiter-Zeitung, Der Kampf ou Die Neue Zeit. Il a également traduit les ouvrages d'un grand nombre de théoriciens autrichiens et allemands, dont Karl Marx et Karl Kautsky.

## Postérité

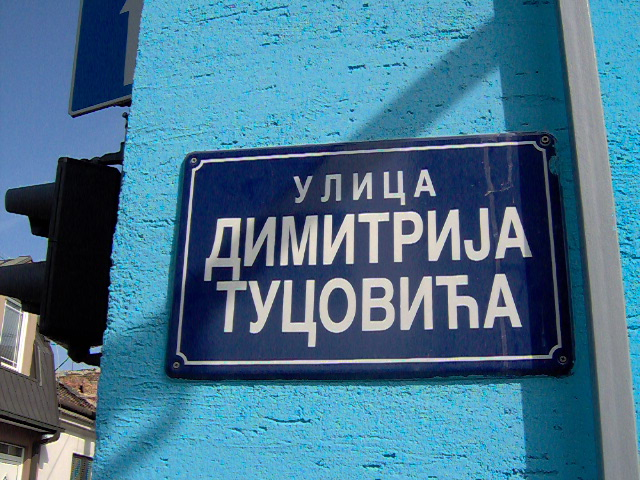
Rue Dimitrija Tucovićeva à Belgrade

Les communistes yougoslaves ont considéré Dimitrije Tucović comme un de leurs devanciers et, encore aujourd'hui, de nombreux hommes de gauche, des sociaux-démocrates aux communistes, se réclament de l'héritage politique de Tucović,.
Ses dépouilles ont été transférées au cimetière militaire de Lazarevac puis enterrées à Belgrade sur la Place Slavija, qui, en son honneur, fut rebaptisée Place Dimitrije Tucović (Trg Dimitrija Tucovića) ; un buste le représentant y a été érigé, œuvre du sculpteur Stevan Bodnarov ; après la dislocation de la Yougoslavie et la chute du régime communiste, le buste a failli être retiré du lieu à plusieurs reprises, mais l'opposition de l'opinion publique a fait échouer ces projets de déplacement. La maison natale de Dimitrije Tucović, à Gostilje, est inscrite sur la liste des monuments culturels d'importance exceptionnelle de la république de Serbie.
De nombreuses écoles, librairies, centres culturels et artistiques de la république de Serbie portent son nom. En 1973, la Radio-télévision de Serbie a diffusé une mini-série biographique intitulée Dimitrije Tucović dans laquelle Ljubiša Samardžić incarnait le rôle-titre.